# Bierżełaty
Bierżełaty (biał. Бержалаты) – wieś na Białorusi, w obwodzie grodzieńskim w rejonie grodzieńskim w sielsowiecie Hoża.
W latach 1921–1939 Bierżełaty należały do gminy Hoża w ówczesnym województwie białostockim.
Według Powszechnego Spisu Ludności z 1921 roku ówczesny zaścianek zamieszkiwało 41 osób, wszyscy byli wyznania rzymskokatolickiego i zadeklarowali polską przynależność narodową. Było tu 6 budynków mieszkalnych.